# Élections municipales de 2026 à Béziers
Pour des articles plus généraux, voir Élections municipales françaises de 2026 et Élections municipales de 2026 dans l'Hérault.
Les élections municipales de 2026 à Béziers auront lieu en mars 2026. Elles visent au renouvellement du conseil municipal et du conseil communautaire de la communauté d'agglomération de Béziers Méditerranée.

## Modalités du scrutin

### Dates
Ces élections se tiendront en mars 2026, les dates précises seront annoncées par décret au moins 3 mois avant le scrutin.

### Mode de scrutin
L'élection des conseillers municipaux et métropolitains se déroule selon un scrutin de liste à deux tours avec prime majoritaire : les candidats se présentent en listes complètes avec la possibilité de deux candidats supplémentaires. Lors du vote, on ne peut faire ni adjonction, ni suppression, ni modification de l'ordre de présentation des listes. Chaque bulletin de vote comporte deux listes : une liste de candidats aux seules élections municipales et une liste de ceux également candidats au conseil métropolitain.
Le nombre de sièges à pourvoir au conseil municipal de Béziers correspond à celui des communes dont la population est comprise entre 80 000 et 100 000 habitants, soit 53 sièges. Les conseillers municipaux sont élus au suffrage universel direct pour une durée de mandat de six ans. L'élection se termine au premier tour en cas de majorité absolue. Le cas échéant, un second tour a lieu. Les listes qui ont obtenu au moins 10 % des suffrages exprimés au premier tour peuvent se présenter au second. Les candidats des listes qui ont obtenu plus de 5 % des suffrages exprimés au premier tour peuvent rejoindre une autre liste.
La liste ayant obtenu le plus de voix se voit attribuer la moitié des sièges, arrondie à l'entier supérieur si nécessaire. Ainsi, la liste majoritaire obtiens automatiquement 27 sièges. Les 26 sièges restants sont attribués à la représentation proportionnelle à la plus forte moyenne aux listes ayant obtenu au moins 5 % des suffrages exprimés au second tour (ou au premier tour en cas de tour unique).

## Contexte

### Scrutin précédent
Les élections municipales de 2020 ont été marquées par une abstention massive en raison de la pandémie de Covid-19, la participation s'étant effondrée de 63% lors du 1er tour en 2014 à 44% en 2020.
Sur le plan local, Robert Ménard, maire sortant, parvient à renforcer sa majorité, obtenant une majorité absolue dès le 1er tour et 44 des 49 sièges du conseil municipal.
La principale force d'opposition est éjecté du conseil, la liste Les Républicains d'Antoine About ne parvenant pas à atteindre la barre des 5%.
L'autre force d'opposition, socialiste, ne parvient pas non plus à se maintenir au conseil municipal, la liste d'alliance avec le Parti communiste n'obtenant qu'un seul siège, celui revient à la tête de liste Nicolas Cossange, encarté communiste.
La liste centriste La République en Marche - Agir - Modem, menée par Pascal Resplandy, devient ainsi la principale force d'opposition en envoyant 3 conseillers à la mairie.
Enfin, la liste Europe Écologie - Les Verts - La France insoumise obtient tout juste assez de voix pour envoyer sa tête de liste à la mairie Thierry Antoine.

### Contexte politique local
Robert Ménard, maire de la commune, était soutenu par le Rassemblement National lors des élections de 2020 et 2014, cependant il a depuis décidé de prendre ses distances avec le parti.

## Candidatures déclarées
Le 5 juin 2022, Robert Ménard annonce son intention de ne pas se présenter à la mairie de Béziers pour un troisième mandat. Toutefois en juin 2024, il change d'avis et annonce sa candidature à sa réélection en 2026.
Le 30 janvier 2025, Thierry Mathieu, conseiller régional, et visant déjà la mairie de Béziers en 2020 avant de se retirer faute d'investiture de la part de La République en Marche, annonce qu'il briguera le poste de maire avec son mouvement "Rassembler Béziers",.
Le 21 mars 2025, les partis de droite Horizons et les Républicains annoncent qu'ils formeront une liste commune lors des prochaines municipales, sans pour autant dévoiler le personne qui la conduira,.
Le 10 avril 2025, le Printemps Biterrois, mouvement local d'union de la gauche (PCF, LÉ, PRG, PP, G.s, L'Après, POC et Gagner !), confirme la constitution d'une liste pour les prochaines municipales. Il est à noter que Nicolas Cossange et Thierry Antoine, tout deux têtes de liste lors des élections précédentes, soutiennent cette initiative.

## Sondages
Tout sondage d'opinion est affecté par une marge d'erreur.
Une couleur arbitraire est associée à chaque institut de sondage ; ces couleurs sont une aide visuelle et ne correspondent pas à une tendance politique.

## Résultats
|                          |                 |                                       |              |              |             |             |        |        |  |
| Tête de liste            | Tête de liste   | Liste                                 | Premier tour | Premier tour | Second tour | Second tour | Sièges | Sièges |  |
| Tête de liste            | Tête de liste   | Liste                                 | Voix         | %            | Voix        | %           | CM     | CC     |  |
|                          | Thierry Mathieu | RB                                    |              |              |             |             |        |        |  |
|                          |                 |                                       |              |              |             |             |        |        |  |
|                          | Robert Ménard   |                                       |              |              |             |             |        |        |  |
|                          |                 |                                       |              |              |             |             |        |        |  |
|                          |                 | HOR-LR                                |              |              |             |             |        |        |  |
|                          |                 |                                       |              |              |             |             |        |        |  |
|                          |                 | LFI                                   |              |              |             |             |        |        |  |
|                          |                 |                                       |              |              |             |             |        |        |  |
|                          |                 | PB (PCF-LÉ-PRG-PP-G.s-L'Après-POC-G!) |              |              |             |             |        |        |  |
|                          |                 |                                       |              |              |             |             |        |        |  |
|                          |                 |                                       |              |              |             |             |        |        |  |
| Votes valides            |                 |                                       |              |              |             |             |        |        |  |
| Votes blancs             |                 |                                       |              |              |             |             |        |        |  |
| Votes nuls               |                 |                                       |              |              |             |             |        |        |  |
| Total                    | Total           | Total                                 |              | 100          |             | 100         | 53     | 27     |  |
| Abstention               |                 |                                       |              |              |             |             |        |        |  |
| Inscrits / participation |                 |                                       |              |              |             |             |        |        |  |